# Heilige-Familiekerk (Brasschaat)

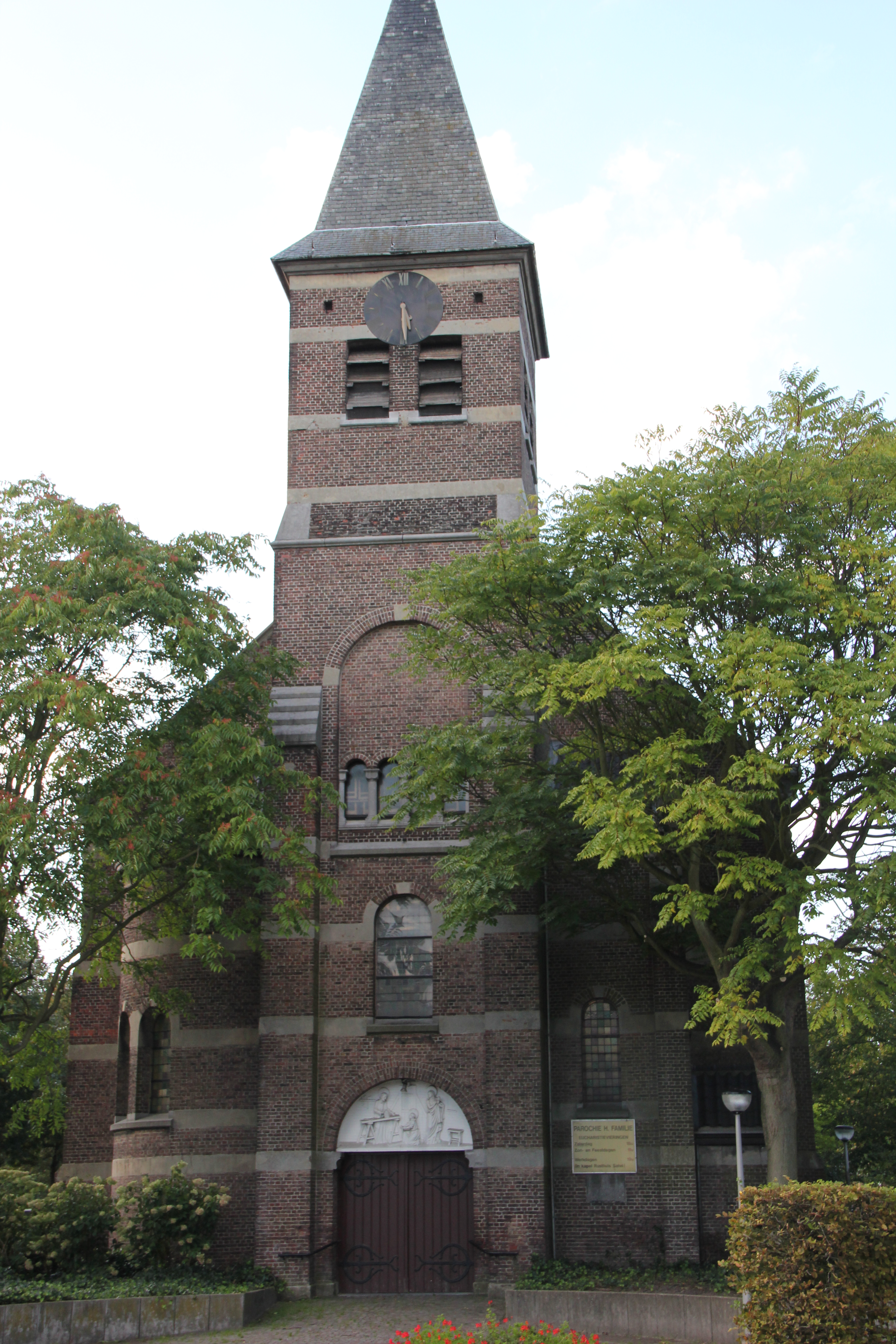
Heilige-Familiekerk

De Heilige-Familiekerk is een parochiekerk in de Antwerpse plaats Brasschaat, gelegen aan Rustoordlei 81B.

## Geschiedenis
Oorspronkelijk lag hier het gehucht Kaart dat bij Ekeren hoorde. Dit was uitgestrekt en Sint-Mariaburg en Bethanië kwamen er tot stand, terwijl daartussen de Brasschaatse wijk Rustoord ontstond. Dit alles vond mede vorm door de activiteiten van Antoon Van den Weyngaert, die heel wat bosgrond verkavelde teneinde de waarde ervan te doen stijgen.
Te Kaart werden nieuwe lanen aangelegd, waaronder de Rustoordlei genoemd naar het in 1910 gestichte Rustoord voor zenuwzieken. Dit werd geleid door de Zusters van Opwijk. Voor de bewoners van het Rustoord en die van Kaart werd, naar ontwerp van Florent Verbraeken, een kerk gebouwd die in 1911 gereed kwam. Van den Weyngaert handelde hiermee naar eigen goeddunken, ook al lag de kerk ver van de bewoning af. De kerk had de status van kapelanie.
De plannen voor een zelfstandige parochie werden gedwarsboomd door de Eerste Wereldoorlog. Pas in 1921 werd Kaart-Rusthuis een zelfstandige parochie.
De Tweede Wereldoorlog veroorzaakte schade aan de kerk. Op 17 mei 1940 werd de torenspits doorschoten. De bevolking vluchtte naar Antwerpen maar bij terugkeer bleek alles door de bezetter leeggeroofd en vernield te zijn. Op 10 februari 1945 werd de kerk getroffen door een V2 welke 15 meter van de kerk neerkwam. Het dak stortte in en het meubilair werd vernietigd. Herstel vond plaats van 1945-1947.
In 1969 verlieten de zusters van Opwijk het Rusthuis.

## Gebouw
Het betreft een naar het noordwesten georiënteerd kerkgebouw in neoromaanse stijl, uitgevoerd in baksteen met natuurstenen banden en andere decoraties. Het koor is driezijdig afgesloten. De kerk heeft een voorgebouwde toren.